# Luis G. Rosas
Luis G. Rosas fue un político peruano. 
Fue elegido diputado suplente por la provincia de Urubamba en 1886 durante el gobierno del presidente Andrés Avelino Cáceres y reelecto en 1889 y 1892.